# معاملة
معاملة هو تطبيق على الهواتف الذكية  يتيح للمستخدم الاطلاع على عملية إجراء المعاملات في دوائر الدولة وتسهيلها له.

## الاهداف
تسهيل وتوفير دليل إلى جميع المعاملات العراقية وجعل اجراءات المعاملات الحكومية مفهومة ومتوفرة للجميع لنقوي المواطن العراقي وتقليل الفساد من خلال توفير دليل مدعوم من قبل الجماهير والذي سيمكن المواطنين من مساعدة بعضهم ومشاركة معرفتهم وخبراتهم.

## وصلات خارجية
لقاء فريق معاملة على قناه الرشيد